# 아디다스 프레데터

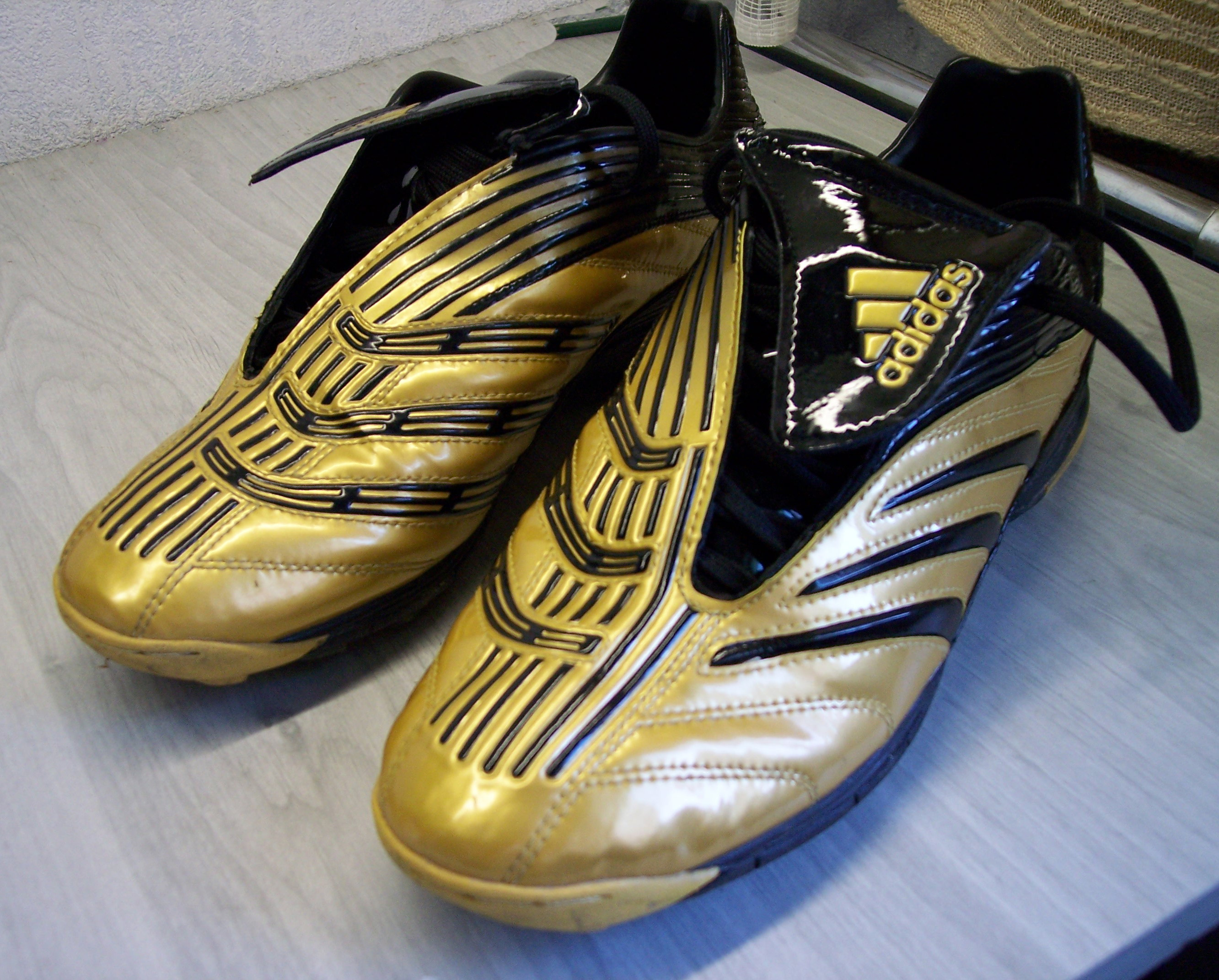
아디다스 프레데터 앱솔루트 (2006년 버전)

아디다스 프레데터(Adidas Predator)는 독일 스포츠용품 회사 아디다스에 의해 제작된 축구화로, 전 오스트레일리아의 축구 선수 크레이그 존슨을 모티브로 제작되었다. 프레데터 시리즈의 특징은 고무 패치가 신발 위에 붙어 있어, 공과 신발 사이의 마찰력을 증가시키는 것이다. 2010년 말, 아디다스는 "파워-스파인" (Power-spine) 기술을 도입하였고, 이로 인해 공을 찰 때 발이 뒤로 구부러지는 정도를 줄여 슛의 힘을 증가 시킨다고 기술팀이 주장하였다.

## 프레데터 시리즈의 변천사
현재까지 프레데터 시리즈는 20개의 제품이 출시되었다. 보급형 버전은 프레데터의 기술 일부가 적용되지 않으며 약간씩 다른 이름이 주어진다. 예를 들어 프레데터 펄스 (Predator Pulse)의 보급형 제품 이름은 펄사도 (Pulsado)이며, 가장 최근에 출시된 프레데터 시리즈의 제품은 프레데터 20  이다:
1. 프레데터 (Predator, 1994)
2. 레이피어 (Rapier, 1995)
3. 터치 (Touch, 1996)
4. 액셀러레이터 (Accelerator, 1998)
5. 프리시전 (Precision, 2000)
6. 마니아 (Mania, 2002)
7. 펄스 (Pulse, 2004)
8. 앱솔루트 (Absolute, 2006) - 럭비 버전이 2007년에 출시
9. 파워스워브 (PowerSwerve, 2008) - 럭비 버전이 2008년에 출시
10. 프레데터 X (Predator X, 2009) - 럭비 버전이 2009년에 출시
11. 아디파워 프레데터 (AdiPower Predator, 2011) - 프레데터 키네틱 SL (Predator Kinetic SL, 엘리트 버전)
12. 프레데터 LZ (Predator LZ, 2012) - 럭비 버전 프레데터 인쿠르자 (Predator Incurza) 가 2012년에 출시
13. 프레데터 LZ 2 (Predator LZ 2, 2013) - 럭비 버전 프레데터 인쿠르자 2 (Predator Incurza 2) 가 2013년에 출시
14. 프레데터 인스팅트 (Predator Instinct, 2014) 가 2014년에 출시
15. 프레데터 18이 2018년 출시 고무 텍스쳐
16. 프레데터 19이 2019년 출시 고무 텍스쳐
17. 프레데터 20이 2020년 출시 데몬스킨 부착
18. 프레데터 프릭이 2021년 출시 발등 니트에도

```
 데몬 스킨 부착되어 있음
```

작품명과 동일한 프레데터 요소 (Predator elements) 가 시간에 걸쳐 발전하였다. 이 프로젝트의 원리에 대해 아디다스 기술팀은 신발 앞쪽에 고무를 부착한 것은 공의 스피드를 증진시켰다고 하였다. 프레데터의 기존 주제는 슈팅 파워에 있었으나, 이후 주제는 공에 가해지는 효과와 정확도로 넘어갔다. 초기 프레데터는 일부 요소가 빠진 보급형 버전에도 동일한 이름이 붙었다. 프레데터 시리즈는 검은 캥거루 가죽을 바탕으로 흰색 줄무늬에 빨간 포인트로 제작되었으나, 보급형은 검은 바탕에 흰색 줄무늬 파란 포인트로 제작되었다. 프리시젼 보급형부터는 흑백만 사용하였고, 수퍼노바 (프레데터 마니아의 보급형)는 검은색 바탕에 은색 혹은 금색의 발꿈치 덮개와 줄무늬로 되어 있었다. 데이비드 베컴은 현역 시절 대부분 이 시리즈를 사용하였고, 지네딘 지단도 마찬가지였다.

## 같이 보기
- 아디다스 아디퓨어 시리즈, 아디다스의 "클래식" 계열 축구화.
- 아디다스 F50 시리즈, 아디다스의 "스피드" 계열 축구화.
- 아디다스 나이트로차지 시리즈, 아디다스의 "에너지" 계열 축구화.